# Serafima Briúsova
Serafima Semionovna Briúsova (en ruso: Серафима Семеновна Брюсова; Moscú, 31 de diciembre de 1894 - Moscú, 1958) fue una de las primeras neurocirujanas del mundo y jugó un papel importante en la formación de la neurocirugía rusa. Fue médica y doctora en Filosofía, y dedicó gran parte de su vida a la investigación y a los avances en el campo de la neurocirugía. Briúsova es una de las cuatro primeras mujeres que ejercieron la neurocirugía en todo el mundo, y posiblemente la primera neurocirujana del mundo. Probablemente debido a la Guerra Fría, su trabajo es en gran parte desconocido y poco apreciado.

## Biografía

### Educación
Nacida en 1894 como Serafima Semionovna Sidorova estudió inicialmente filología e historia, pero se convirtió en enfermera en el frente durante la Primera Guerra Mundial, donde se interesó por la medicina, lo que la llevó a un cambio de rumbo profesional. Esto coincidió con la primera vez que se permitió a las mujeres ejercer la medicina, tanto en muchas sociedades del mundo como en Rusia. En 1917, comenzó a estudiar en el Segundo Instituto de Medicina de Moscú (actual Universidad Pedagógica de Moscú), donde se graduó en 1923.
Posteriormente, se convirtió en residente en la Clínica Quirúrgica del Hospital de la Universidad Estatal de Medicina de Yaroslavl. En 1925, fue aceptada en el programa de posgrado del Primer Instituto Médico de Moscú, en el Departamento de Cirugía Operativa. Durante la década siguiente, trabajó como investigadora principal y profesora asociada, donde realizó numerosos avances en su campo. Presentó su tesis doctoral en Filosofía en Ciencias Médicas en 1939 y fue nombrada profesora académica de neurocirugía en 1941.

### Neurocirujana
Serafima se convirtió en uno de los colaboradores más cercanos de Nikolái Burdenko. Quien estableció la neurocirugía como un campo diferenciado en 1924, y él mismo fue un cirujano militar y revolucionario, conocido por ser el fundador de la moderna neurocirugía en Rusia. Serafima comenzó a trabajar con él en 1929 en el Instituto Neuroquirúrgico de Moscú y se formó en todos los procedimientos neurológicos disponibles en ese momento. Ofreció tratamientos clínicos para traumatismos craneoencefálicos y lesiones de nervios periféricos, entre otros. Estudió la percepción del dolor en la duramadre, la neurooncología y la presión intracraneal en pacientes sometidos a trepanación.
También publicó numerosos artículos científicos de Nikolái Burdenko, A. A. Arendt y Yu. V. Konovalov. También escribió «Angiografía cerebral», la primera monografía rusa sobre angiografía cerebral en 1951. Este trabajo documentó la presencia de arterias comunicantes posteriores fetales y características previamente desconocidas del polígono de Willis. Realizó estas observaciones con especímenes humanos, destacando principalmente la asimetría y la inconsistencia anatómica de esta estructura. Esta monografía adquirió gran importancia para estudios futuros.

### Traductora
En diciembre de 1941, tuvo que retirarse de la neurocirugía al enfermar de artritis severa, lo que la llevó a aprovechar sus estudios previos de filología y alfabetización en cuatro idiomas diferentes. Dedicó su tiempo a traducir importantes artículos neuroquirúrgicos al ruso, uno de los cuales fue «Epilepsia y anatomía funcional del cerebro humano» de Wilder Penfield. Gracias a su labor de traducción, garantizó que los neurocirujanos rusos, tanto actuales como futuros, pudieran aprender de la literatura relevante.

### Vida personal
Era la esposa del arqueólogo Aleksander Briúsov, hermano del poeta simbolista Valeri Briúsov. Tuvieron un hijo llamado Boris.

## Impacto
Briúsova realizó importantes avances para las médicas, la investigación médica en Rusia y la neurocirugía. Rodeada de médicos hombres, se forjó su propio espacio en la neurocirugía, tanto en el ámbito académico como en el clínico. Al iniciar su carrera médica cuando las mujeres comenzaron a ejercer, su trayectoria allanó el camino para muchas futuras médicas. Su trabajo con el fundador de la neurocirugía rusa le permitió iniciar su carrera con el máximo conocimiento disponible, y su investigación personal impulsó la expansión del campo, tanto en el ámbito académico como en el clínico. No solo aportó obras originales al campo del conocimiento ruso, sino que también tradujo importantes obras de otros autores al ruso, para que el campo ruso de la neurocirugía pudiera seguir creciendo después de que ella dejara la medicina. Si bien su trabajo influyó en innumerables médicos futuros, su reconocimiento en el campo actual de la neurocirugía es mínimo, probablemente debido a la Guerra Fría.